# Byrsonima umbellata
Byrsonima umbellata är en tvåhjärtbladig växtart som beskrevs av Carl Friedrich Philipp von Martius och Adrien Henri Laurent de Jussieu. Byrsonima umbellata ingår i släktet Byrsonima och familjen Malpighiaceae. Inga underarter finns listade i Catalogue of Life.

## Bildgalleri

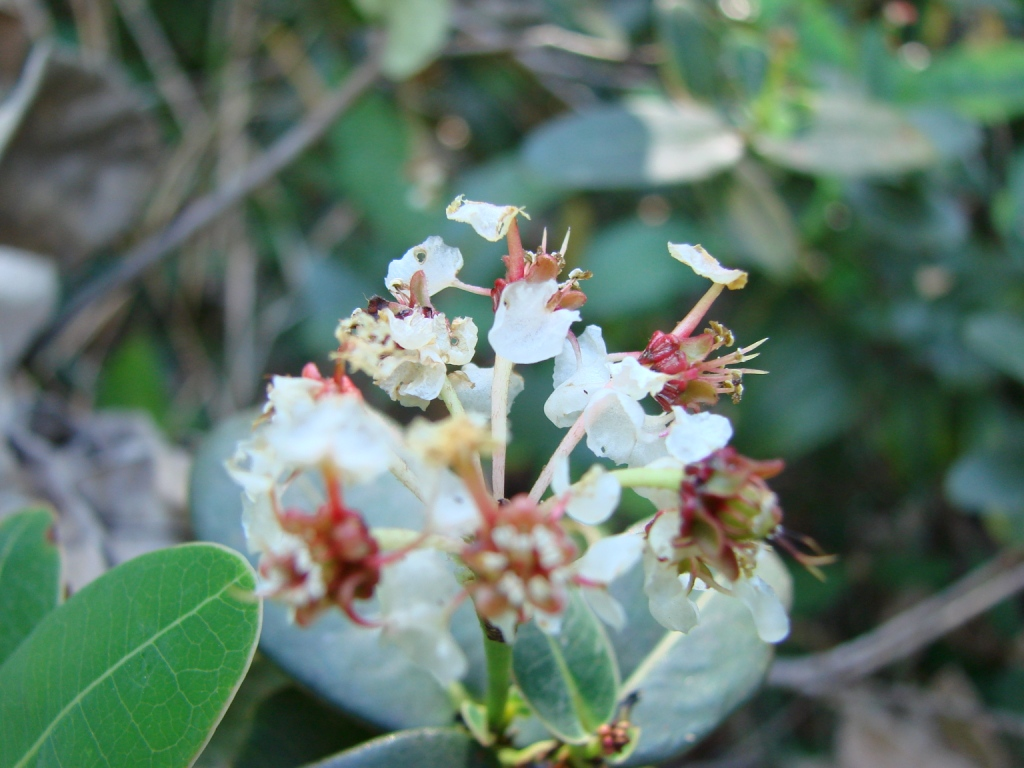
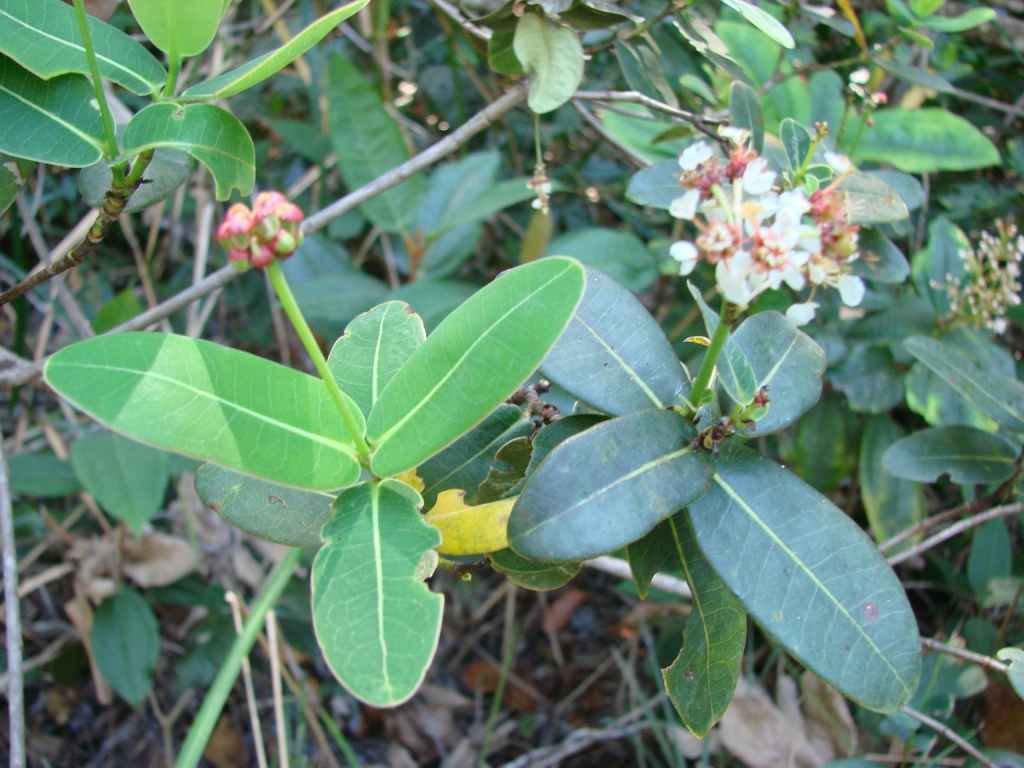